# Washington Stealth
O Washington Stealth foi um clube profissional de box lacrosse, sediado em Washington D.C., Estados Unidos. O clube disputou a National Lacrosse League, entre 2010 a 2013.

## História
A franquia foi fundada em 2009, para disputar a National Lacrosse League, na sua primeira participação conquistou o título da liga, apos mais dois vice-campeoantos, e quatro participações na liga, a franquia foi realocada para o Vancouver Stealth.